# Salvador Molina (ciclista)
Salvador Molina Andrea (* Villanueva de Castellón, 17 de junio de 1914 – † Xicotepec de Juárez, Puebla, México, 20 de marzo de 1982). Fue un ciclista español, profesional entre 1935 y 1936 y posteriormente en 1942 cuyo mayor éxito deportivo lo obtuvo en la Vuelta a España donde logró la clasificación de la montaña en la edición de 1936.
Foto: https://commons.m.wikimedia.org/wiki/File:Salvador_Molina_y_Antonio_Escuriet.jpg

## Palmarés
1935
- Vuelta a Estella

1936
- Clasificación de la montaña de la Vuelta a España

1942
- 1 etapa de la Vuelta a Levante

## Resultados en las grandes vueltas
| Carrera         | 1935 | 1936 | 1937 | 1938 | 1939 | 1940 | 1941 | 1942 |
| --------------- | ---- | ---- | ---- | ---- | ---- | ---- | ---- | ---- |
| Giro de Italia  | -    | -    | -    | -    | -    | -    | -    | -    |
| Tour de Francia | -    | Ab.  | -    | -    | -    | -    | -    | -    |
| Vuelta a España | 20º  | 14º  | -    | -    | -    | -    | -    | -    |
| Mundial en Ruta | -    | -    | -    | -    | -    | -    | -    | -    |